# Лубарна II
Лубарна II — царь неохеттского государства Паттина второй половины IX века до н. э.
В IX веке до н. э. неохеттское государство Паттина подчинялось ассирийскому царю Салманасару III. Т. Р. Брайс подчеркнул, что эта страна вследствие своего географического расположения (граничила с Оронтом недалеко от его устья) имела важное стратегическое значение, и господство над ней означало контроль над всем побережьем Леванта. Салманасар III провозгласил царём Лубарну II, возможно, по замечанию Ю. Б. Циркина, объединив под его началом ранее фактически распавшуюся на несколько частей страну (в ассирийских хрониках упоминались не царь, а цари). По предположению учёного, судя по имени, Лубарна II мог принадлежать к правящей династии. По мнению Брайса, Лубарна II правил около двух десятилетий. Как предположил К. Янгер, этот Лубарна мог упоминаться в записях от 870 и 858 годов до н. э. По общепринятой точке зрения в 831 году до н. э. (Янгер, К. Марек и П. Фрей указывают 829 год до н. э.) Лубарна II был свергнут и, видимо, убит — вероятно, антиассирийской группировкой, возведшей на престол Сурри, чьё происхождение неизвестно и который в ассирийских источниках именуется не имеющим прав на трон, то есть он не принадлежал к правящей династии. Салманасар III незамедлительно направил для наведения порядка армию, возглавляемую военачальником Даян-Ашшуром, так как, по замечанию авторов «Кембриджской истории древнего мира», считал несомненным необходимость наказать за неповиновение его власти.